# Першин, Владимир Викторович
Владимир Викторович Першин (13 апреля 1950, Кемерово — 17 марта 2022) — советский и российский учёный, доктор технических наук, профессор Кузбасского государственного технического университета.

## Биография
Владимир Викторович Першин окончил Кемеровскую среднюю школу № 82 в 1967 году. Учился на шахтостроительном факультете Кузбасского политехнического института. После окончания института работал на кафедре строительства подземных сооружений и шахт, пройдя трудовой путь до заведующего кафедрой (1993). В 1992 году назначен деканом шахтостроительного факультета Кузбасского политехнического института, в 1994—1997 годах был проректором по научной работе.
В 1978 году защитил кандидатскую диссертацию по теме «Исследование надежности технологических систем строительства горных выработок буровзрывным способом» (научный руководитель — профессор В. Г. Кожевин) в Ленинградском горном институте. Докторскую диссертацию на тему «Научные основы интенсификации горнопроходческих работ на угольных шахтах» защитил в 1992 году. В 1994 году ему присвоено учёное звание профессора.
В 1995 году В. В. Першин был избран академиком Академии горных наук, Российской экологической академии, Международной академии наук экологии и безопасности.
Скончался 17 марта 2022 года.

## Научная деятельность
В. В. Першин написал 37 монографий, 23 учебных пособия, 252 статьи. Монография «Способы и средства интенсификации горнопроходческих работ на рудниках» переведена на китайский язык. Получил 22 патента на изобретения и полезные модели. Решением Президиума РАН в 2002 году учёному присуждена Государственная научная стипендия.

## Признание

### Почётные звания и премии
- «Заслуженный деятель науки Российской Федерации» (2001 год).
- Золотой знак «Профессор года — 2002» по результатам конкурса на лучшего профессора Кузбасса, посвящённого 60-летию образования Кемеровской области.
- «Почётный работник топливно-энергетического комплекса» (2005 год).
- «Почётный горняк» (2010 год)
- «Почетный строитель России» (2010 год)

### Награды
- Орден «Доблесть Кузбасса»
- Орден «За доблестный шахтёрский труд» III степени
- Медаль «За особый вклад в развитие Кузбасса» III степени
- Медаль «За служение Кузбассу»
- Почётный знак «Шахтёрская слава» I, II, III степеней
- Почётный знак «Горняцкая слава» I, II, III степеней